# Фољијано (Ређо Емилија)
Фољијано (итал. Fogliano) је насеље у Италији у округу Ређо Емилија, региону Емилија-Ромања.
Према процени из 2011. у насељу је живело 2607 становника. Насеље се налази на надморској висини од 71 м.